# Cliff Aeros

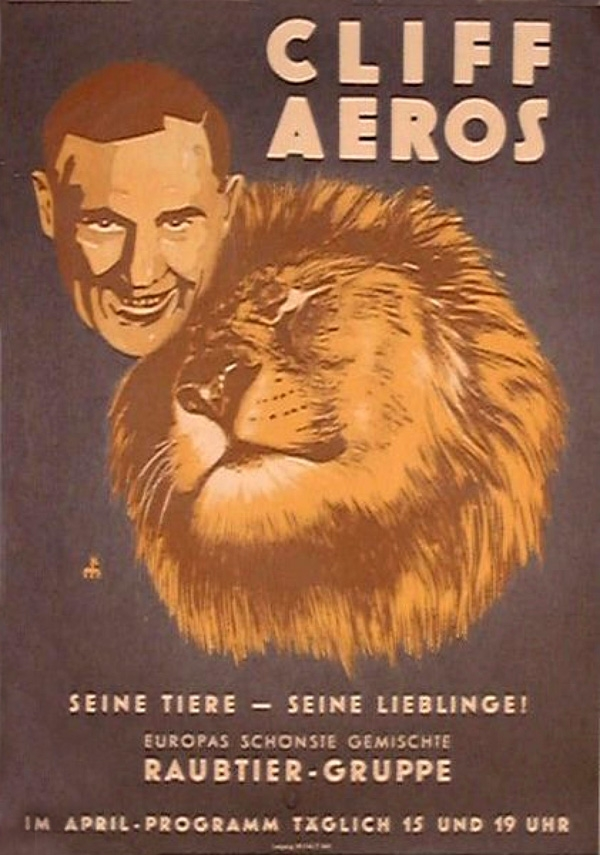
Cliff Aeros-Plakat

Cliff Aeros (eigentlich Julius Jäger; * 4. Juni 1889 in Hamburg; † 18. Februar 1952 in Leipzig) war ein Zirkusunternehmer sowie Sensationsdarsteller, Artist und Dompteur. Er gilt als Gründungsfigur der Zirkusszene der DDR.

## Leben
In Hamburg geboren, verbrachte Julius Jäger Kindheit und Jugend in und um Neumünster, wo sein Vater Bahnwärter war. Die Schule besuchte er in Rickling, etwa 12 Kilometer südöstlich von Neumünster. Er erlernte den Beruf des Tischlers und legte 1908 die Gesellenprüfung ab. Der Eintritt in den Turnverein TV Gut-Heil Neumünster im Jahr 1910 mochte schon auf seine spätere Passion hingewiesen haben. Aber zunächst eröffnete er 1915 in Hamburg die Möbelhandlung Möbel-Jäger.
1917 begann er seine Artistenlaufbahn als „Todesspringer Todero“. Er baute selbst einen Sprungapparat und übte an seiner Nummer über zwei Jahre. Zunächst nur in Schleswig-Holstein unterwegs, wurde nach einer Vorstellung im Zirkus Hagenbeck die Presse auf ihn aufmerksam, und er kam im Berliner Circus Busch als „Cliff Aeros“ unter Vertrag. Es folgten internationale Gastspiele. Den Todessprung vollführte er von einem 24 Meter hohen Mast über vier Gleitbahnen, zwischen denen er frei stürzte, die Richtung änderte und mitunter auch einen bajonettgespickten Reifen mit 75 cm freiem Durchmesser passierte. Der 500. Sprung ist für den 27. Juli 1924 im Luna-Park am Auensee in Leipzig belegt.
Anfang der 1930er Jahre wechselte Cliff Aeros vom Artisten zum Dompteur und zeigte einmalige Raubtierdressuren, insbesondere mit Löwen. Berühmt war sein Lieblingslöwe Cäsar, der mehrere Meter über ein Doppeldrahtseil lief und auf einer Plattform schaukelte.
1940 heiratete Cliff Aeros Babette Belli vom Zirkus Belli, in dem er zu dieser Zeit engagiert war. 1942 gründete er im schlesischen Strehlen einen eigenen Wanderzirkus, den Zirkus Aeros. Wegen zweier stromlinienförmiger Wohnwagen, die er selbst gebaut hatte, wurde der Zirkus mitunter auch „schlesischer Stromlinienzirkus“ genannt. Als 1944 das Winterquartier in Strehlen von der Wehrmacht beschlagnahmt wurde, wich Aeros in das Varieté Zwei Linden in Görlitz aus.

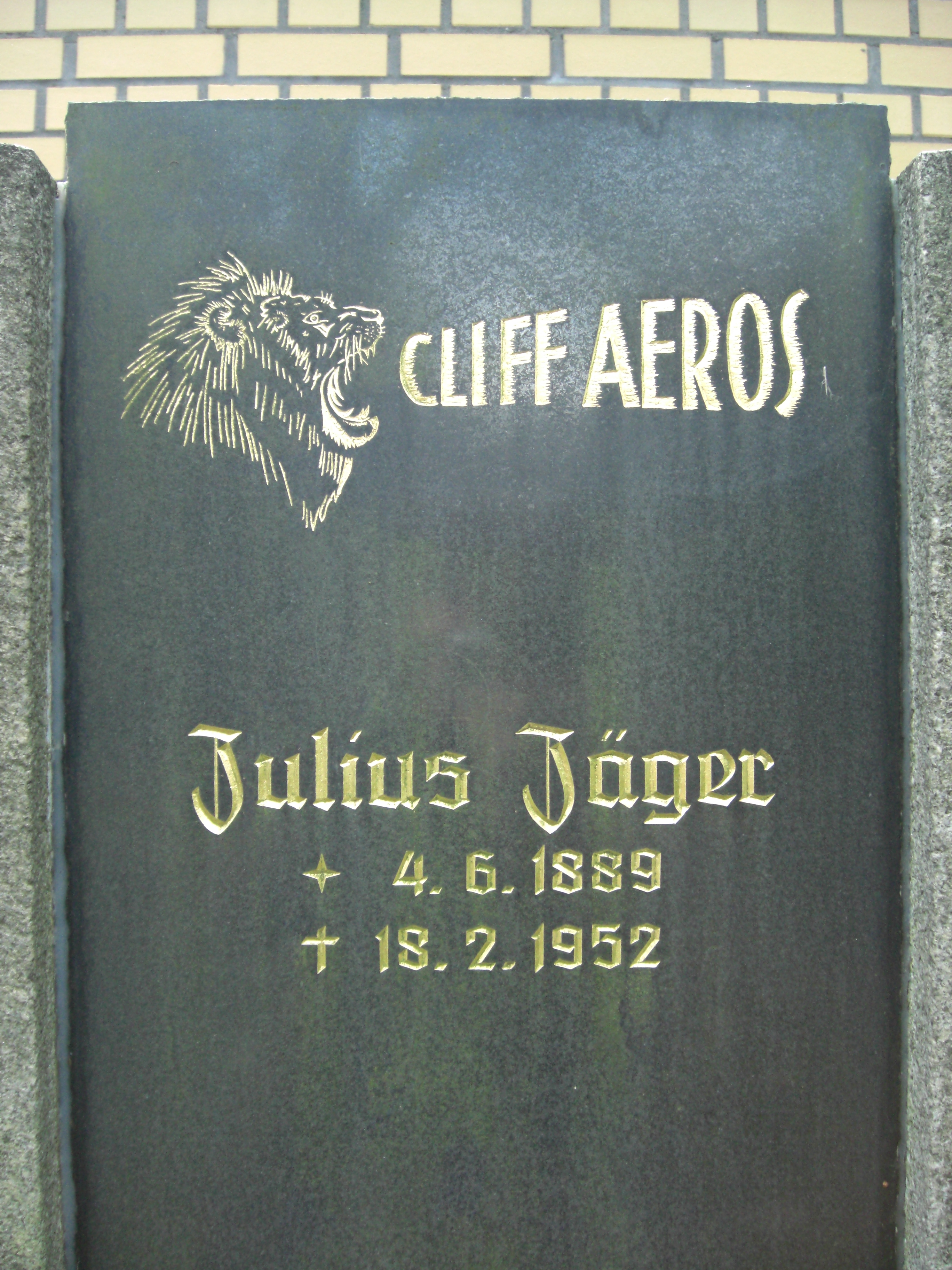
Grabstein von Cliff Aeros auf dem Leipziger Südfriedhof

1945 errichtete Cliff Aeros auf dem Trümmergelände des ehemaligen Krystallpalasts in Leipzig nach eigenen Entwürfen und in dreimonatiger Bauzeit einen hölzernen Kuppelbau für seinen Zirkus, in dem am 7. Dezember 1945 die Eröffnungsvorstellung stattfand. Seine beiden Stromlinienwagen flankierten den Eingangsbereich. Nach leichten Anfangsschwierigkeiten konnte Aeros aber bald expandieren. Er bespielte ab 1946 seinen Zweigbetrieb in Dresden, das Circus-Varieté AEROS im Reichsadler in Dresden-Neustadt. Außerdem kooperierte er mit dem Zirkus Busch-Berlin im Berliner Zoo und dem Ostberliner Zirkus Barlay.
1949 konnte wieder ein Reisebetrieb auf Tournee durch die sowjetische Besatzungszone gehen, während die monatlich wechselnden Programme im festen Haus weiterliefen. Besonderes Aufsehen erregte das Programm vom November/Dezember 1949 „Warum weinst Du, Bambino?“, das fast 100.000 Besucher verzeichnete. Aeros hatte die zirzensischen Nummern in ein literarisches Gerüst um einen alt gewordenen Clown und Raubtierdompteur, den er selbst spielte, eingebaut. Hauptattraktion war der Sprung eines jungen Artisten aus der Zirkuskuppel in den Raubtierkäfig.
Am 18. Februar 1952 starb Cliff Aeros im Alter von 62 Jahren an einer vereiterten Rippenfellentzündung. Er wurde auf dem Leipziger Südfriedhof beigesetzt.

## Weiterer Fortgang
Nach dem Tod von Cliff Aeros wurde sein Zirkus wegen nie bewiesener Steuerschulden den Erben vorenthalten und unter Treuhandverwaltung durch die Stadt Leipzig gestellt. 1956 wurde der Holzbau abgerissen und durch einen Stahlkuppelbau (Franz-Althoff-Bau) ersetzt,  der ehemals in Stuttgart gestanden hatte und von dort gekauft worden war. Dieser Bau wurde während der Reisezeit des Zirkus als Varieté genutzt. Außerdem wurde ein zweiter Reisebetrieb als Eisrevue gegründet.
Am 1. Januar 1961 wurde der Zirkus Aeros dann dem VEB Zentral-Zirkus (später Staatszirkus der DDR) zugeordnet, dem bereits die beiden Zirkusse Barlay und Busch angehörten.
Der Leipziger Bau wurde zum Veranstaltungsort Haus der heiteren Muse, 1971 vom Fernsehfunk der DDR übernommen und als Vorproduktionsstudio genutzt. 1992 brannte der leerstehende Bau ab.
Nach der Wende 1990 wurde der Staatszirkus aufgelöst. Vom Zirkus Aeros blieb nur der Name, der zeitweilig von kleineren privaten Zirkussen geführt wurde.